# Erioptera murudensis
Erioptera murudensis är en tvåvingeart som beskrevs av Edwards 1926. Erioptera murudensis ingår i släktet Erioptera och familjen småharkrankar. Inga underarter finns listade i Catalogue of Life.